# San Vincenzo al Volturno
San Vincenzo al Volturno es un histórico monasterio benedictino ubicado en los territorios de las comunas de Castel San Vincenzo y Rocchetta a Volturno, en la provincia de Isernia, cerca del nacimiento del río Volturno en Italia. El monasterio actual, que alberga a un grupo de 8 monjas benedictinas, está ubicado al este del río, mientras que el monasterio arqueológico de la Alta Edad Media estaba situado al oeste. 
La historia medieval del monasterio aparece en el Chronicon Vulturnense, un manuscrito iluminado. Un monje del monasterio, Iohannes, compuso la Crónica alrededor del 1130, utilizando fuentes de los siglos VIII, IX y X que él podía consultar, probablemente en los archivos del monasterio, así como inclusiones hagiográficas sobre algunas de las figuras históricas. El objetivo del Chronicle pudo haber sido el dejar constancia de la memoria de la comunidad y su historia frente a la expansión normanda en el sur de Italia. El manuscrito, escrito en escritura beneventana e incluyendo numerosas imágenes, se encuentra en la Biblioteca Apostólica Vaticana, BAV Barb. lat. 2724. 
El monasterio ha sido objeto de una larga investigación arqueológica, que tuvo lugar en varias campañas.  En la década de 1970, Dom Angelo Pantoni, un monje de Monte Cassino, excavó el área al este del río, donde se construyó el último monasterio medieval.  El Proyecto San Vincenzo comenzó en 1980, dirigido por Richard Hodges, entonces en la Universidad de Sheffield, y la Soprintendenza arqueológica de Molise. La excavación continuó entre 1980-1986, en el área alrededor de la llamada Cripta de Epifanio y en el monasterio en el lado oeste del río Volturno. Estas excavaciones científicas continuaron durante los años 80 y 90 bajo la dirección de Hodges y con el apoyo de la Escuela Británica de Roma, la abadía de Monte Cassino y la Soprintendenza archaeologica de Molise.  Desde 1999, el proyecto ha sido dirigido por Federico Marazzi, del Istituto Universitario Suor Orsola Benincasa, Nápoles.
En 2016, el monasterio fue incluido en el bien serial «Paisaje cultural de los asentamientos benedictinos en la Italia medieval», recogido por Italia en su Lista Indicativa, paso previo a ser declarado patrimonio de la Humanidad.

## Historia

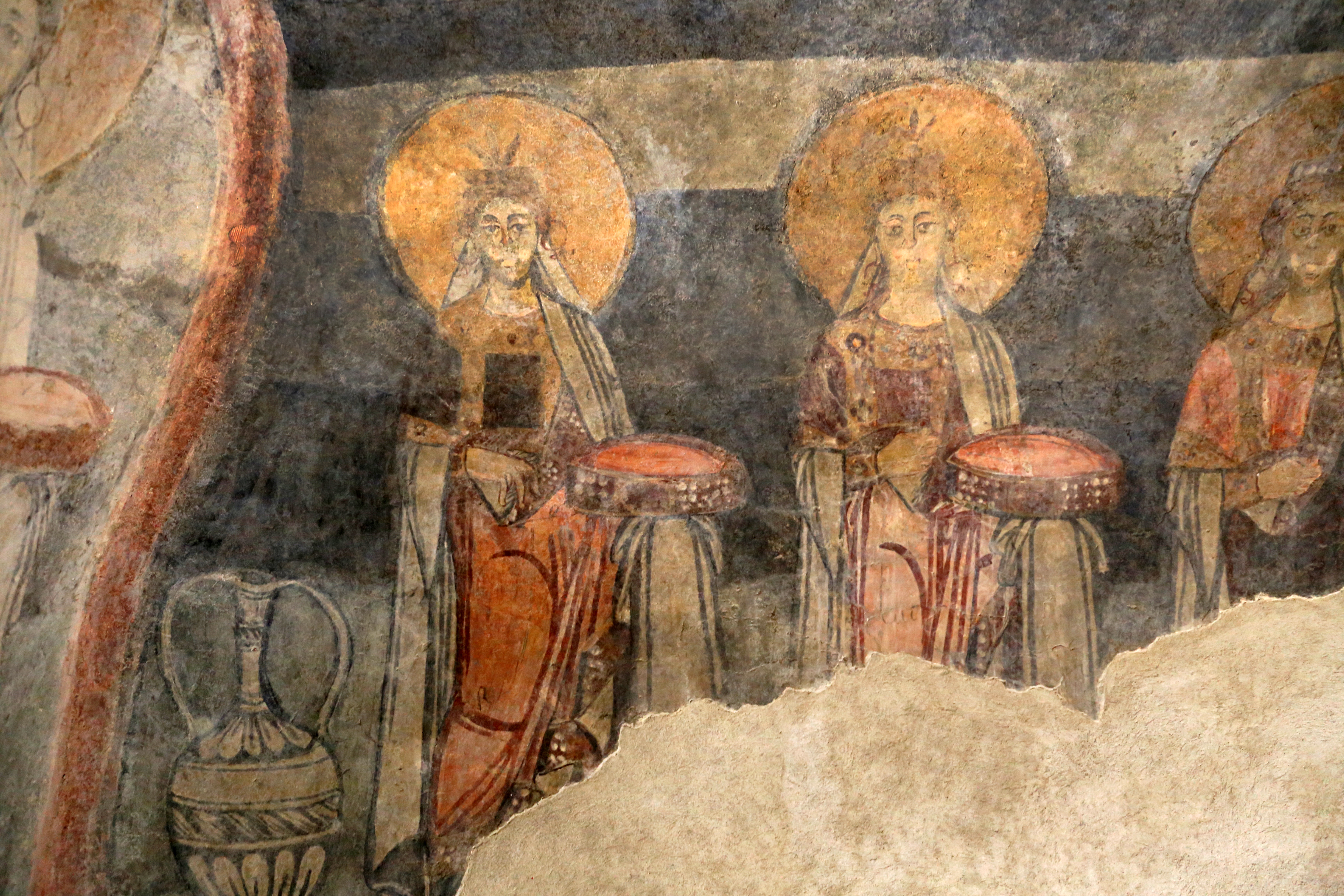
Fresco que representa a unas santas, desde mediados del siglo noveno (San Vincenzo de Volturno)

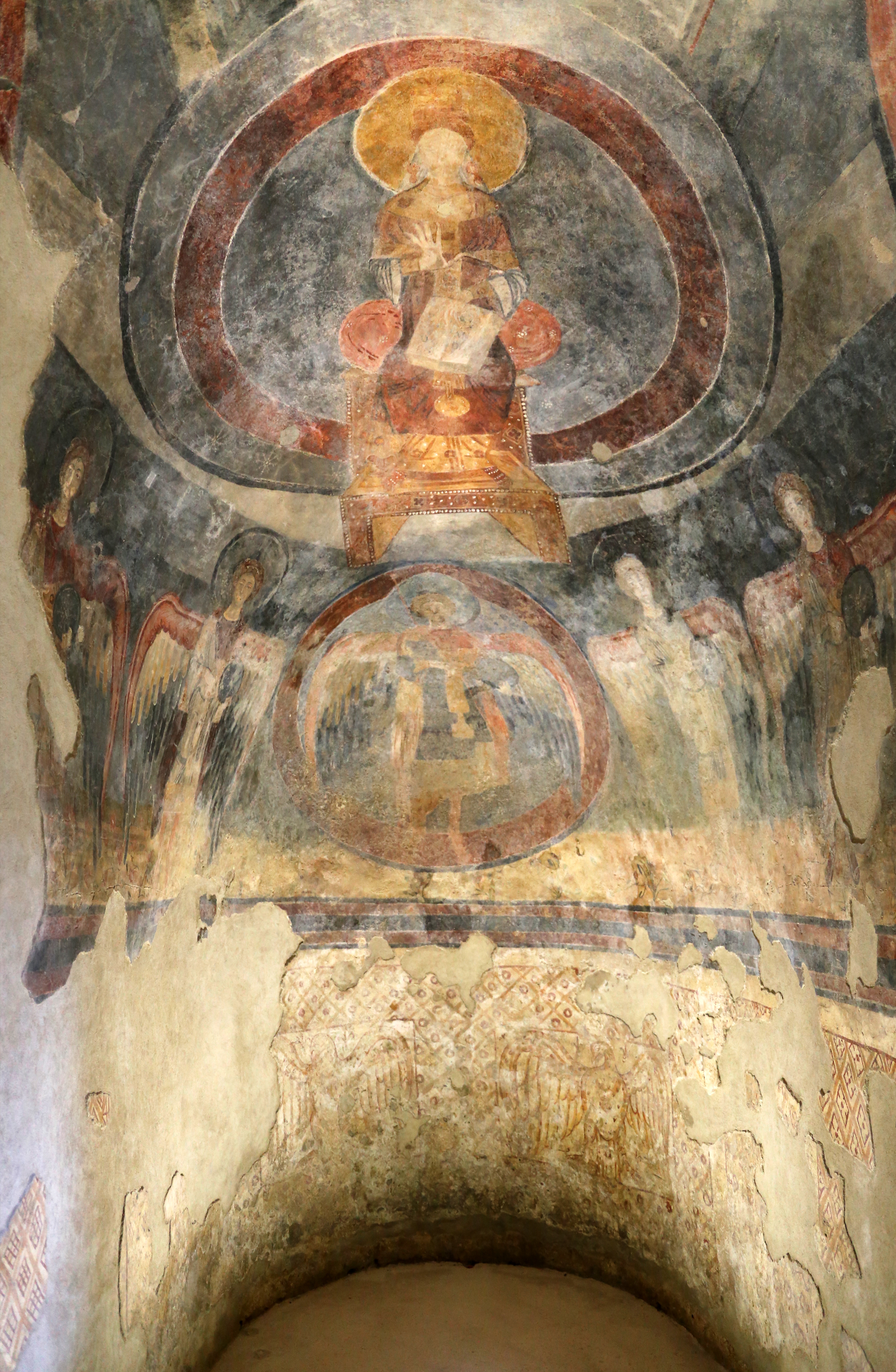
La Virgen (parte superior) con Cristo como un ángel (abajo en el centro) flanqueado por los cuatro arcángeles, de izquierda a derecha: Uriel, Rafael, Gabriel, y Miguel.

El monasterio se fundó en un sitio que había sido ocupado en la época prerromana por los pueblos samnitas, y que tenía una villa o finca desde principios hasta mediados del siglo quinto. La finca fortificada de antigüedad tardía fue abandonada en el siglo V, luego a mediados del siglo V, se construyó una iglesia funeraria.
Según el Chronicon Vulturnense, el monasterio fue fundado por tres nobles de Benevento llamados Paldo, Tato y Taso, en 731. La historia cuenta que el abad de la poderosa abadía de Farfa, al norte de Roma, les aconsejó que fundaran el monasterio a orillas del Volturno. Thomas de Maurienne, el abad de Farfa, sugirió el sitio porque, según la Crónica, fue el sitio de un oratorio fundado por Constantino I. El énfasis del Chronicle en el origen Beneventan de los fundadores sugiere que el monasterio temprano disfrutó del patrocinio de los duques de Benevento. 
Con el surgimiento de los francos y el desarrollo de los estados papales, la ubicación del monasterio en la frontera de Lombard y el territorio papal/franco se volvió cada vez más estratégica. Los abades del monasterio a finales del siglo VIII alternaron entre Francos y Lombardos: Ambrosius Autpertus, elegido en el 777, era un Franco; Poto, elegido en el 781, era un lombardo.  Fue acusado de deslealtad a los francos por negarse a cantar un himno en honor a la familia Franca. El resto de los monjes se vieron obligados a jurar lealtad. Carlomagno concedió privilegios fiscales y jurisdiccionales a la comunidad, convirtiéndola en una de las abadías más independientes y poderosas de Europa. Los abades Iosue, Talaricus y Epifanio a principios del siglo IX aumentaron el número de monjes a más de 300 y expandieron los territorios y posesiones en todo el centro y sur de Italia. Entre 779 y 873, el monasterio estaba en constante disputa con los campesinos del Valle Trita por las contribuciones y el trabajo. 
El Chronicle informa que en 848 la abadía fue dañada por un terremoto. En 860, Sawdan, emir de Bari, recibió un hermoso homenaje para que no saqueara el monasterio. En el 881, sin embargo, los sarracenos pagados por el duque de Nápoles, Atanasio, quemaron y asaltaron el monasterio. Los monjes supervivientes huyeron a Capua. Regresaron en el 914 para reconstruir el monasterio, pero solo a finales del siglo X pudieron restablecer la comunidad de manera permanente y con la ayuda de los emperadores Otón II y Otón III .  La ubicación del monasterio se trasladó a una nueva posición más defendible en el lado este del río. En 1115 el papa Pascual II consagró la nueva iglesia de la abadía. La conquista normanda de la región de Abruzzos en el siglo XII condujo a la ruptura del poder del monasterio. En 1349, un nuevo terremoto destruyó el monasterio y dejó el área abierta a la expansión de la abadía de Monte Cassino. El monasterio estaba ocupado por cada vez menos monjes, y desde el siglo XV fue gobernado externamente. En 1669 el monasterio y todas sus propiedades restantes fueron adjudicados a Monte Cassino. 
El monasterio fue bombardeado en la Segunda Guerra Mundial y severamente dañado. En 1989, San Vincenzo al Volturno se convirtió en el hogar de una nueva comunidad monástica, las monjas benedictinas de la Abadía Regina Laudis de que tuvieron que abandonar el monasterio en 2015. Durante el terremoto de 2016, otra fundación monástica trajo a ocho jóvenes monjas benedictinas a la Abadía de S. Vincenzo, dispuestas a continuar la vida monástica en la milenaria abadía.

## Otras lecturas
- Topografia e strutture degli insediamenti monastici dall'età carolingia all'età della riforma (secoli VIII - XI), Atti del Convegno Internazionale, Castel San Vincenzo 22-24 septiembre 2004 , ed.  Flavia De Rubeis y Federico Marazzi (Roma, 2008).
- San Vincenzo al Volturno. Guida allo scavo  ed.  Soprintendenza per i Beni Archeologici del Molise (Campobasso, 2006).
- San Vincenzo al Volturno. Vita quotidiana di un monastero attraverso i suoi reperti '', ed. Soprintendenza per i Beni Archeologici del Molise (Campobasso, 2006).
- La "terra" de San Vincenzo al Volturno , ed.  Soprintendenza per i Beni Archeologici del Molise (Campobasso, 2006).
- Marazzi, Federico y K. Strutt.  "San Vincenzo al Volturno 1999-2000.  Interventi di diagnostica preliminare suil campo ", en Scavi Medievali in Italia 1996-199 , ed.  S. Patitucci Uggeri (Atti della II Conferenza Italiana di Archeologia Medievale) (Roma, 2001), pp.   325–344.
- Hodges, Richard.  Luz en la Edad Media. El ascenso y la caída de San Vincenzo al Volturno  (Londres / Ithaca: Duckworth / Cornell University Press, 1997)
- Hodges, Richard y Federico Marazzi, C. Coutts y W. Bowden.  "Excavaciones en San Vincenzo al Volturno: 1995", en Archeologia Medievale , XXIII (1996), pp.   467–476.
- Hodges, Richard con John Mitchell, La basilica di Giosue a San Vincenzo al Volturno (Montecassino, 1995).  Edición revisada en inglés publicada en 1996 como The Abbey of Abbot Joshua en San Vincenzo al Volturno .
- Hodges, Richard con John Mitchell, San Vincenzo al Volturno: la arqueología, el arte y el territorio de un antiguo monasterio medieval (Oxford, 1985).